# Osvobození Brna

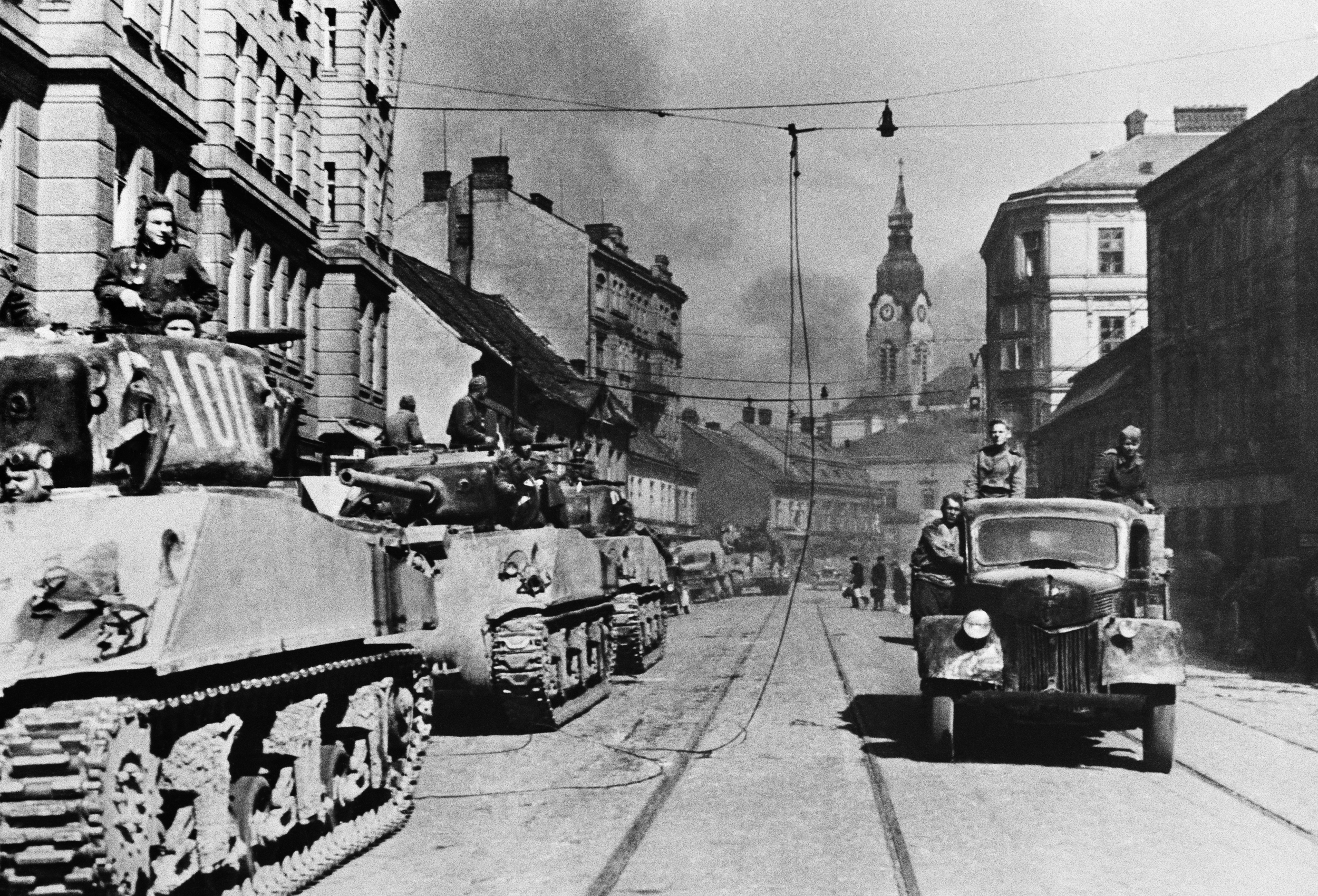
Sovětské tanky na Křenové ulici

Boje o Brno probíhaly v rámci Bratislavsko-brněnské operace v druhé polovině dubna a v některých částech Brna i na začátku května 1945.  

## Boje o přístupy k Brnu
V noci z 15. na 16. dubna vydal velitel skupiny armád Střed F. Schörner rozkaz, ve kterém ruší „pevnost Brno“. Většina jednotek se pak z Brna přesouvá do předem připravených obranných pozic v okolí Židlochovic. Ve městě zůstalo jen minimum vojáků, policie a Volkssturmu k ochraně proti případným nepokojům. Přestárlí příslušníci německé lidobrany vzbuzovali mezi Brňany posměch a hanlivě se jim přezdívalo „fó tři“ neboli „fotři“ podle údajné nové německé zbraně V-3.
Vrchní velení sovětských ozbrojených sil nebylo spokojeno s postupem vojsk na jižní Moravě, který se setkával až s nečekaným odporem. Původní záměr osvobodit Brno již 8. dubna nevyšel, a proto bylo po dobytí Vídně 13. dubna k 2. ukrajinskému frontu přesunut ze zálohy čerstvý 7. mechanizovaný sbor, ke kterému se ještě přidaly záložní jednotky z Maďarska. Od Vídně se přesouvaly i německé jednotky a v prostoru okolo Mikulova se bojovalo až do začátku května; mimo jiných zde padl i jeden z nejúspěšnějších německých velitelů tanku druhé světové války Kurt Knispel. V neděli 15. dubna v 10 hodin ráno byl vyhlášen útok na Brno, vedený ve třech směrech: 16. mechanizovaná brigáda a 6. orelská střelecká ve směru Velké Bílovice – Velké Pavlovice – Hustopeče, 41. gardová tanková brigáda na linii Vrbice – Kobylí – Brumovice a 63. mechanizovaná brigáda ve směru Josefov – Čejč – Terezín – Krumvíř.
Ve všech směrech však jednotky narazily na houževnatý a dobře organizovaný odpor. Němci si uvědomovali, že po ztrátě obranné linie na řece Moravě jsou obce na jih od Brna poslední, kde mohou postup Rudé armády aspoň na chvíli zastavit. Na obou březích řeky Svratky se pak rozhořely tvrdé boje, které si vyžádaly na obou stranách velké ztráty, ale Němcům se podařilo na řadě míst sovětský postup zastavit a někde dokonce přejít i do protiofenzivy. Například v Šitbořicích se Němcům za pomoci tanků a obrněných vozidel podařilo prorazit sovětskou obranu a donutili část rudoarmějců bojovat v kruhové obraně do posledního muže. Několika z nich se podařilo uniknout, ale 33 mužů bylo zajato a popraveno a jejich těla spálena plamenometem. Večer 19. dubna vytlačila 16. tanková divize sovětské vojáky z Ořechova, ve kterém probíhaly asi nejtěžší boje.
Na západním břehu probíhal útok o hodně lépe, z předmostí u Uherčic se 18. dubna sovětské oddíly vydaly údolím řeky Jihlavy a přes Němčičky, Bratčice a Mělčany se dostaly až do Dolních Kounic. Další jednotky obsadily Ivančice, Neslovice a Tetčice, kozáci pronikli až k obci Kývalka, poblíž důležité silnice Brno – Jihlava – Praha. Ještě tentýž den večer dosáhla 41. gardová tanková divize Popůvek, čímž se dostala na vzdálenost necelých 10 kilometrů od Brna. Průzkumná tanková četa dosáhla dokonce jihozápadního okraje města, což způsobilo velké zděšení mezi německými obránci. Čtyři sovětské tanky T-34 pronikly až k Ústřednímu hřbitovu, zde však byly postupně všechny zneškodněny.
20. dubna se Němci zmohli na silnou protiofenzivu vedenou od Rosic na Radotice a Silůvky. Podařilo se jim odříznout sovětské jednotky v Popůvkách od zbytku armády. 41. gardová tanková, 16. mechanizovaná brigáda a 8. jezdecká divize pak musely týden bojovat v obklíčení v týlu nepřítele. Hlavní boje probíhaly jižně od Brna na linii Těšany – Moutnice – Blučina – Holasice – Ořechov – Tikovice – Střelice – Ivančice.

## Útok na Brno
Před finálním útokem na Brno proběhla důkladná příprava. Z Rakouska byly na pomoc převeleny další oddíly, ze svého velitelského stanoviště v Modre na Slovensku se přemístil samotný maršál R. J. Malinovskij. Přiletěl ráno 23. dubna na polní letiště mezi obcemi Kobylí a Brumovice, odkud byl za přísných bezpečnostních opatření, včetně evakuace několika vesnic, převezen na vrchol Čertoraj nad obcí Křepice. Zde zkontroloval umístění jednotek a vydal příkaz k zahájení útoku.
23. dubna 1945 přesně v 10:30 se tak rozezněly salvy sovětských děl a raketometů při snaze zničit první pásmo nepřátelské obrany. Po dělostřelecké a letecké přípravě vyráží do útoku i pěchota, ale tuhé německé obraně se daří postup úspěšně zpomalovat. Největším úspěchem se tak stává spojení se s obklíčenými jednotkami u Popůvek. 24. dubna už je jasné, že Němci nemohou drtivý sovětský nápor, hnaný i Stalinovým rozkazem dobýt Brno do tří dnů, zastavit a večer toho dne je osvobozen Ořechov, Ořechovičky, Tikovice, Popůvky, Omice, část Žebětína, Šlapanice a jako první brněnské předměstí Tuřany.
Rozhodujícím dnem se stal 25. duben, kdy byla osvobozena většina předměstí a okrajových částí Brna. Celý den bylo město těžce ostřelováno z děl a raketometů a nad městem se střídal jeden bombardér za druhým. Stále však funguje v rámci možností protiletecká obrana a nad Brnem a okolí je sestřeleno 6 sovětských letadel. Dopoledne první tankové svazky dorazily do Líšně, Obřan, Maloměřic a Židenic, další divize pronikla přes Rajhrad a Modřice do Horních Heršpic a poslední část prvního sledu obsadila Ostopovice, Bosonohy a Nový Lískovec. Velká část Němců se pak přesouvala přes Žabovřesky do severních lesnatých a kopcovitých částí Brna, přičemž byli celou dobu terčem sovětských bombardérů. K rudoarmějcům se postupně přidávali i brněnští občané, kteří buď pomáhali se zbraní v ruce, varovali před německými pozicemi a zaminovanými oblastmi nebo pomáhali s orientací a ošetřováním.
Během noci na 26. dubna pak sovětské jednotky zaujaly postavení podél Svratky a Svitavy a chystaly se na finální úder. I když byla většina mostů přes tyto řeky zničena, několik málo z nich se podařilo i díky Brňanům před odpálením zachránit. Díky tomu se podařilo ještě v noci u Výstaviště vytvořit malé předmostí a během rána se sovětské jednotky dostaly do Pisárek a Starého Brna, a odtud pak po obou březích Svratky postupovaly na Jundrov a Žabovřesky. Z druhé strany směrem od Maloměřic postupovali Sověti na Husovice a následně na Královo Pole.
Hlavní směr útoku byl ze středu města přes Žlutý kopec na sever do Žabovřesk. Tvrdé boje probíhaly v centru Brna: v okolí nádraží, na Masarykové, České, Joštové, Veveří, Štefánikové, o park Lužánky, u Staré i Nové radnice, na náměstí Svobody i na Zelném trhu a Žerotínově náměstí. Budova kina Scala i přilehlé budovy vyhořely. V bývalém Německém domě na Moravském náměstí se opevnili vojáci Wehrmachtu, několik příslušníků SS a gestapa, členové Volkssturmu a Hitlerjugend a fanaticky se bránili. K dobytí domu pak napomohlo až využití děl. V 10:30 zavlála na budově Zemského úřadu na Žerotínově náměstí konečně československá vlajka.
V poledne byla obklíčena asi pět seti členná posádka na hradě Špilberk a asi hodinu poté se vzdala. Rudoarmějci pak pokračovali na Žlutý kopec, který dobyli zhruba v 15:00 a dále přes Kamenný mlýn na Bystrc. Ještě po 19. hodině byl osvobozen Komín a jednotky se probily až na návrší nad kamenolomem jižně od Bystrce. Zde již ale byly připravenou obranou zadrženy. Tím se i prozatím zastavil sovětský postup.
26. dubna bylo dobyto centrum Brna i většina předměstí, proto je i tento den brán jako den osvobození. Během osvobozování Brna přišlo o život na 1 200 Brňanů a necelých 20 000 rudoarmějců a Rumunů z nichž 4 246 přímo v Brně. Přišli také o více než 160 tanků a samohybných děl a přibližně 40 letadel. Němci během obrany Brna ztratili přibližně 7 000 mužů, z nichž 3 000 přímo v Brně, a 83 tanků a 30 letadel.
Ještě večer 26. dubna se ve vysílání moskevského rozhlasu ozvala tato zpráva: „Vojska 2. ukrajinského frontu pokračujíce v útoku, zmocnila se dnes, 26. dubna 1945, důmyslným obchvatným manévrem a čelným útokem velkého průmyslového střediska Československé republiky, města Brna, důležité dopravní křižovatky a silného opěrného bodu německé obrany.“ Malinovskij byl téhož dne vyznamenán Řádem vítězství a na počest osvobození Moravské metropole bylo v Moskvě vypáleno 20 salv z 224 děl.

## Boje na severu Brna
I když byla většina Brna osvobozena, žádné velké oslavy se zatím nekonaly. Už v noci na 27. dubna se většina 2. ukrajinského frontu vydává vstříc 4. ukrajinskému frontu k Olomouci. Po dobytí Vyškova 30. dubna se dostali až k Tovačovu, kde svedli velkou tankovou bitvu. Po ní už se ale fronta i přes urputné boje příliš neposouvala, a naopak po vypuknutí Pražského povstání se 2. ukrajinský front 6. května vydává vstříc Praze v rámci Pražské operace. Nakonec do Prahy vjíždí 10. května, den po 1. ukrajinském frontu vedeného Ivanem Koněvem.
Mezitím se v Brně stále ozývala střelba a z kopcovitých částí na severu Brna stále létaly německé dělostřelecké granáty, které dopadaly hlavně do Komárova a Žabovřesk. Teprve ráno 27. dubna byly poslední německé jednotky vytlačeny z ulic Králova Pole a v poledne z Medlánek. Další den se Sověti dostali do Bystrce, stále však hrozilo odpálení přehrady. Cesta po hrázi zůstala, po zničení mostů od Pisárek až po most pod hradem Veveří, poslední možností k překročení Svratky v okolí. Přehrada byla nakonec díky hrdinskému činu Františka Šikuly osvobozena 29. dubna společně s Kníničkami. Nad nimi se ještě několik dní bojovalo o kulometné postavení na Mniší hoře.
Jako poslední brněnskou čtvrtí byly osvobozeny Řečkovice. Tam už několik dní předem bylo přemístěno velení brněnské obrany a velké množství dobře opevněných německých vojáků zde tvrdě bránilo důležitou silnici na Hradec Králové. Osvobozování začalo 2. května a v okolních zalesněných kopcích a především pak na kopci Baba u Ivanovic se Němci bránili až do konce války 9. května.
Těžké boje probíhaly i v místech dnešního sídliště Lesná, kde se v té době nacházelo vojenské cvičiště. Němci z kulometného postavení na těžko přístupném kopci Ostrá horka ohrožovali široké okolí, a dokonce provedli protiútok vedený do Husovic. Kopec si pak vysloužil označení „Čertův kopec“ nebo „Kóta smrti“. 
Soběšice pak byly dům po domu osvobozeny odpoledne 3. května. Boj nepřežilo 54 rudoarmějců a 16 obyvatel Soběšic. Němci se pak stáhli na linii Rozdrojovice – Jinačovice – Jehnice – Ořešín – Útěchov – Adamov, kde vydrželi až do konce války, ale na několika místech, například okolo Jinačovic se bojovalo ještě několik dní po německé kapitulaci.

## První dny po osvobození
Ihned po osvobození začala mezi obyvateli Brna propukat radost. Ještě za zvuku střelby a dopadajících granátů lidé vybíhali do ulic a zdravili sovětské vojáky. K jistému příjemnému překvapení obyvatel byly prvosledové jednotky vzorně oblečené a k obyvatelům se chovali slušně. Po nich pak přijel druhý sled, ve kterém se vyskytovalo více nevzdělaných. Při hledání Němců spoustu z nich zaujaly koupelny se splachovacím záchodem. Neopovrhli ani alkoholem a několikrát odebrali hodinky kolemjdoucím přímo na ulici. Došlo i na několik případů rabování, především v prázdných domech po Němcích, a i k znásilnění. Tyto incidenty ale naštěstí netrvaly příliš dlouho, už po pár dnech došlo k výměnám jednotek a na disciplínu dohlížely specializované složky.
Boje v Brně nepřežilo 4 246 Sovětů a 71 Rumunů. Ty bylo nutné co nejdříve někam pohřbít, a tak jim byly kopány hroby většinou co nejblíže to jen šlo. Po osvobození bylo tedy celé Brno rozeseto stovkami míst, kde byli sovětští vojáci uloženi buď samostatně nebo v hromadných hrobech. Teprve později byly k hrobům, stojících v různých parcích i v zahradách domů, pokládány náhrobní kameny a květiny. Velké pohřebiště vzniklo před Německým domem na Moravském náměstí, kde byli slavnostně a s poctami uloženi důstojníci Rudé armády, mimo jiných generálmajor Kozyr. Později vzniklo na Ústředním hřbitově čestné pohřebiště pro Sovětské i Rumunské vojáky. Sem byla převezena většina těl z Brna i okolí, výjimku tvoří například Jundrov nebo Řečkovice, kde zůstalo 106 pohřbených těl na původním místě.
Po vytlačení německých jednotek bylo zapotřebí co nejrychleji ustanovit správu nad městem. Proto už 27. dubna vznikl na Nové radnici 30členný revoluční národní výbor města Brna a o pár dní později Moravskoslezský zemský národní výbor. Vzniklo velitelství pro odminování města, uklízely se chodníky, odstraňovaly zátarasy a sutiny z cest, pohřbívali mrtví atd. Bylo zakázáno jakékoliv drancování, naopak se měl nahlašovat německý majetek a volné byty, kam se mohli nastěhovat lidé bez střechy nad hlavou. Všichni Němci se měli hlásit a byly pro ně budovány internační tábory. Na potraviny a jiné zboží dál fungoval lístkový systém.
V pondělí 7. května dojela do Brna delegace československé vlády. Slavnostní průvod prošel přes náměstí Svobody na Dominikánské náměstí. Tam vystoupili s projevem mimo jiných za vládní delegaci ministr vnitra Václav Nosek, ministr spravedlnosti Jaroslav Stránský a ministr průmyslu Bohumil Laušman. Za Brno a Moravu pak například Vladimír Matula a František Loubal.
8. května přijíždí do Brna 1. československý armádní sbor vedený generálem Ludvíkem Svobodou. O dva dny později se do Brna dostává zpráva o definitivním konci války a v Brně propukají další oslavy. Při shromáždění na Zelném trhu se ke slovu dostávají představitelé města, městských částí, československého zahraničního vojska, Rudé armády a jeden pilot ze Spojených států amerických.
Prezident Edvard Beneš přijíždí do Brna z Bratislavy 12. května. Po příjezdu se přesouvá na Novou radnici, před kterou ho vítá zaplněné Dominikánské náměstí. Ve svém, vůči Němcům velmi vyhraněném, projevu mimo jiné zmínil, že otázka německá se musí v republice vylikvidovat, a že si nedokáže jakékoliv další soužití Čechů s Němci představit. Jeho projev se mezi shromážděnými shledal s obrovským nadšením. Po projevu Beneš jednal s několika představiteli města a městských částí osobně pak do těch nejzasaženějších zavítal. Při poslední zastávce uctil památku popraveným v Kounicových kolejích.